# Thomas Clifton Webb

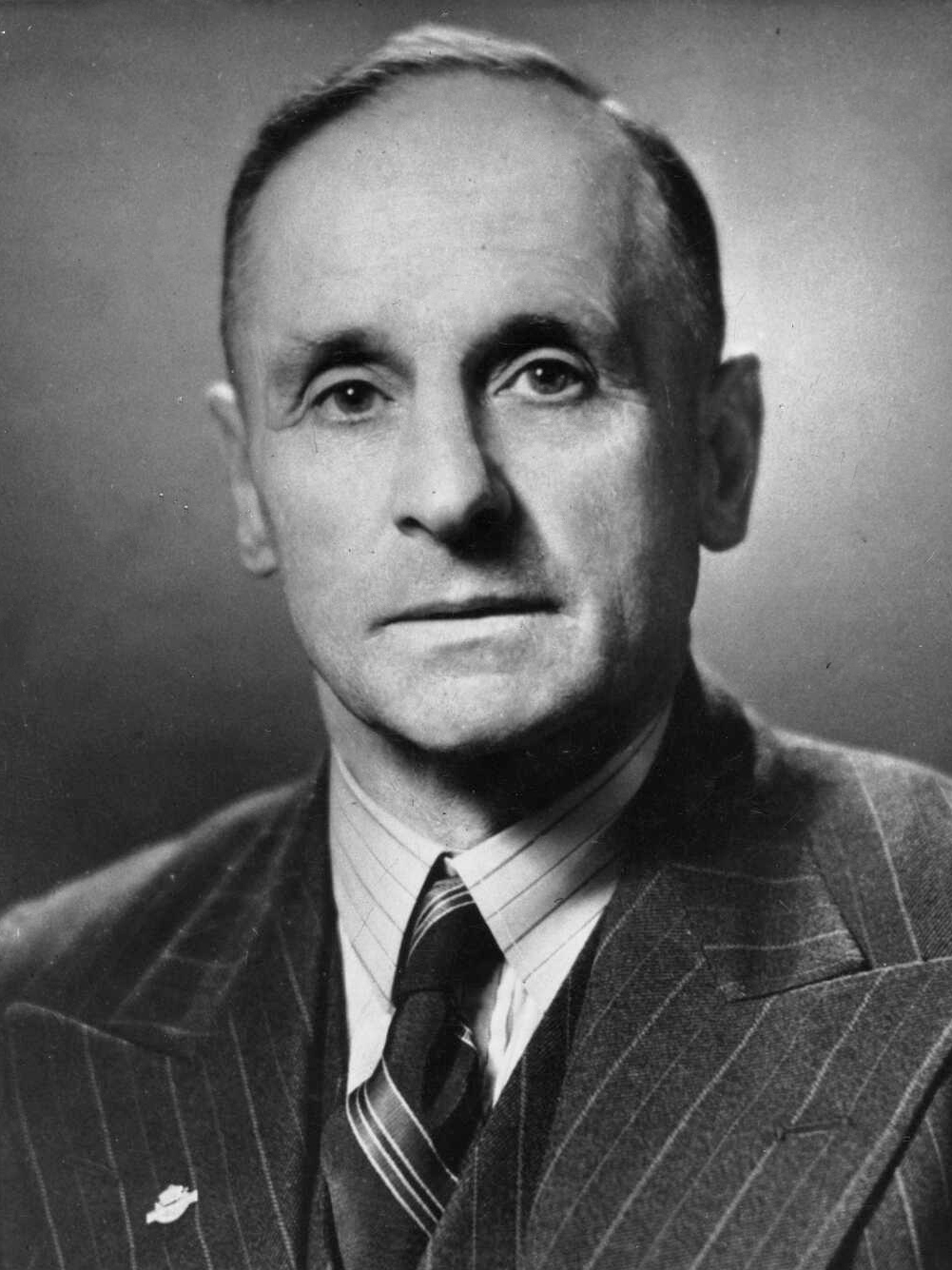
Clifton Webb, 1949

Sir Thomas Clifton Webb KCMG (* 8. März 1889 in Te Kopuru, Northland; † 6. Februar 1962 in Wellington) war ein neuseeländischer Politiker der New Zealand National Party (NP).

## Leben

### Studium, Rechtsanwalt und Teilnahme am Ersten Weltkrieg
Webb, Sohn eines aus England eingewanderten Landwirts, besuchte die Te Kopuru Schhol und gewann 1902 ein Stipendium (Junior National Scholarship), das ihm eine weitere schulische Ausbildung an der Grammar School in Auckland ermöglichte. Nach Beendigung der Schulausbildung arbeitete er als Anwaltsgehilfe in Dargaville sowie Auckland und absolvierte daneben ein Studium der Rechtswissenschaften an der Universität Auckland. Nach Abschluss des Studiums wurde er 1910 zunächst Solicitor, ehe er nach seiner Zulassung zum Rechtsanwalt 1912 nach Dargaville zurückkehrte und dort eine Anwaltskanzlei eröffnete.
Daneben war er ein bekannter Rugby-Spieler in Auckland, der als Halfback 1912 und 1913 um den Ranfurly Shield, die prestigeträchtigste Rugby-Trophäe Neuseelands, spielte. Später war er auch als Sportfunktionär in Rugbyvereinen auf der Northland Peninsula und der Auckland Rugby Football Union tätig.
Während des Ersten Weltkrieges trat Webb 1917 in die Streitkräfte und diente bis 1919 in Großbritannien, wo er zuletzt zum Sergeant befördert. Nach seiner Rückkehr nach Neuseeland nahm er seine anwaltliche Tätigkeit in Dargaville wieder auf und war in dieser Stadt daneben zwischen 1921 und 1923 auch Ratsherr (Borough Councillor).
1927 verzog er nach Auckland und gründete dort die Anwaltskanzlei Webb and Ross, aus der später die Kanzlei Webb, Ross and Griffiths hervorging. Zu dieser Zeit wurde er auch Mitglied des Pfarrgemeinderates der Somervell Presbyterian Church in Remuera.

### Abgeordneter
Nach dem Tod von Gordon Coates wurde er 1943 als Parteiloser Kandidat für die National Party im Wahlkreis Kaipara und bei der Wahl vom 25. September 1943 erstmals zum Mitglied des Repräsentantenhauses gewählt. Durch seine Neigung für das Wesentliche und seine Detailkenntnisse beeindruckte er die Führung der National Party und gehörte bald zu den führenden Politikern der Opposition. 1945 wurde er bekannt durch eine weitsichtige Rede, in der er Neuseeland aufforderte, die Vereinten Nationen und deren zukünftige internationale Rolle.
Nach der Neugliederung der Wahlkreise 1946 kandidierte Webb im Wahlkreis Rodney, den er mit großer Mehrheit bei den Wahlen 1946, 1949 und 1951 gewann. In dieser Zeit wurde er zu einem der wichtigsten Berater des Vorsitzenden der National Party, Sidney Holland, und trug gemeinsam mit dem ebenfalls in Auckland tätigen Rechtsanwalt Ronald Algie zum rechtlichen und intellektuellen Gewicht der National Party-Fraktion im Repräsentantenhaus bei.

### Attorney General und Justizminister
Nach dem Wahlsieg der National Party bei den Parlamentswahlen 1949 wurde Webb von Premierminister Sidney Holland im Dezember 1949 als Attorney General und Justizminister in dessen Kabinett berufen. Er war verantwortlich für die Einbringung eines Gesetzentwurfs, der 1951 zur Abschaffung des Legislative Council of New Zealand führte, der bis dahin als Oberhaus des neuseeländischen Parlaments fungierte. In einer Zeit heftiger politischer und industrielle Konflikte gehörte er neben Premierminister Holland, Vize-Premierminister und Landwirtschaftsminister Keith Holyoake und dem Minister für Arbeit, Bergbau, Wohnungsbau und staatliche Zusammenarbeit William Sullivan zu den einflussreichsten Kabinettsmitgliedern.
Webb, der als „der große Erklärer“ dieser ersten Regierung der National Party galt, begründete unter anderem während der anhaltenden Streiks der Hafen- und Werftarbeiter (Waterfront Dispute) 1951 die Haltung der Regierung in einer Rede mit den folgenden Worten:
„Man kann nicht mit Samthandschuhen gegenüber Leuten vorgehen, die nicht nach den Queensberry-Regeln kämpfen.“
‚You cannot have kid-glove methods when you are dealing with people who do not fight according to Queensberry rules’
Als Justizminister arbeitete er nachhaltig an einer Modernisierung des Strafvollzugssystems und führte dazu aus, dass Gesetze das berücksichtigen sollten, was erwachsene Menschen als gesunden Menschenverstand und gemeingültiges Recht ansahen. Wenngleich er für die Gesetzgebung zur Wiedereinführung der Todesstrafe in Neuseeland war, war er andererseits verantwortlich für liberalere Straf-, Ehe- und Strafvollzugsgesetze. Obwohl er Abstinenzler war, führte er außerdem einige kleinere Änderungen bei der Zulassung alkoholischer Getränke (Licensing Law) durch.

### Außenminister, Minister für Inselterritorien und Hochkommissar
Im September 1951 wurde Webb von Holland als Nachfolger von Frederick Doidge zusätzlich zu seinen bisherigen Ressorts zum Minister für auswärtige Angelegenheiten und Inselterritorien ernannt.
Zu dieser Zeit war Neuseeland am Koreakrieg beteiligt, der Kalte Krieg auf seinem Höhepunkt und der Colombo-Plan sowie das ANZUS-Abkommen relativ neu. Das ANZUS-Abkommen, dessen Zweck die Sicherung des pazifischen Raumes war, war das erste Abkommen Neuseelands außerhalb der Beziehungen zu Großbritannien und musste der Bevölkerung vermittelt werden. Webb nahm an den ersten Sitzungen des ANZUS-Rates teil und war danach an ersten Verhandlungen beteiligt, die zur Beendigung des Indochinakrieges und der Gründung der SEATO 1954 in Manila führten. Dabei begrüßte er das Abkommen von Manila, da dadurch Großbritannien an die Verschiebung des neuseeländischen strategischen Engagements vom Mittleren Osten nach Südostasien gebunden war.
Als Webb im Juli 1954 die Ansicht vertrat, dass die Zeit für die Aufnahme der Volksrepublik China in die Vereinten Nationen gekommen sei, führte die negative Reaktion der US-Regierung dazu, dass Premierminister Holland Webbs Ansicht zurückwies. Zu der Zeit war Neuseeland nichtständiges Mitglied im Sicherheitsrat der Vereinten Nationen.
Sein Hauptverdienst als Minister für die Inselterritorien war die Akzeptanz für den von Hochkommissar Guy Powles ausgearbeiteten Plan der Selbstverwaltung von Westsamoa. Vor seinem Ausscheiden aus dem Kabinett im November 1954 prüfte Webb die grundsätzliche Planung der Verfassungsänderungen, die letztlich 1962 zur Souveränität Westsamoas führten.
Nachfolger als Attorney General und Justizminister wurde Jack Marshall, während Verteidigungsminister Thomas Macdonald zusätzlich das Amt des Ministers für auswärtige Angelegenheiten und Inselterritorien übernahm.
Nach seinem Ausscheiden aus der Regierung wurde Webb im November 1954 zum Hochkommissar in Großbritannien ernannt und bekleidete diesen wichtigsten Botschafterposten bis 1958. In seine dortige Amtszeit fiel die Sueskrise, an der britische Truppen teilnahmen, sowie 1956 die Stationierung von neuseeländischen Truppenteilen bei der strategischen Fernostreserve in der Föderation Malaya im Rahmen einer Friedensinitiative.
Am 2. Januar 1956 wurde er als Knight Commander des Order of St Michael and St George (KCMG) zum Ritter geschlagen und führte fortan den Namenszusatz „Sir“.